# ヴォールト

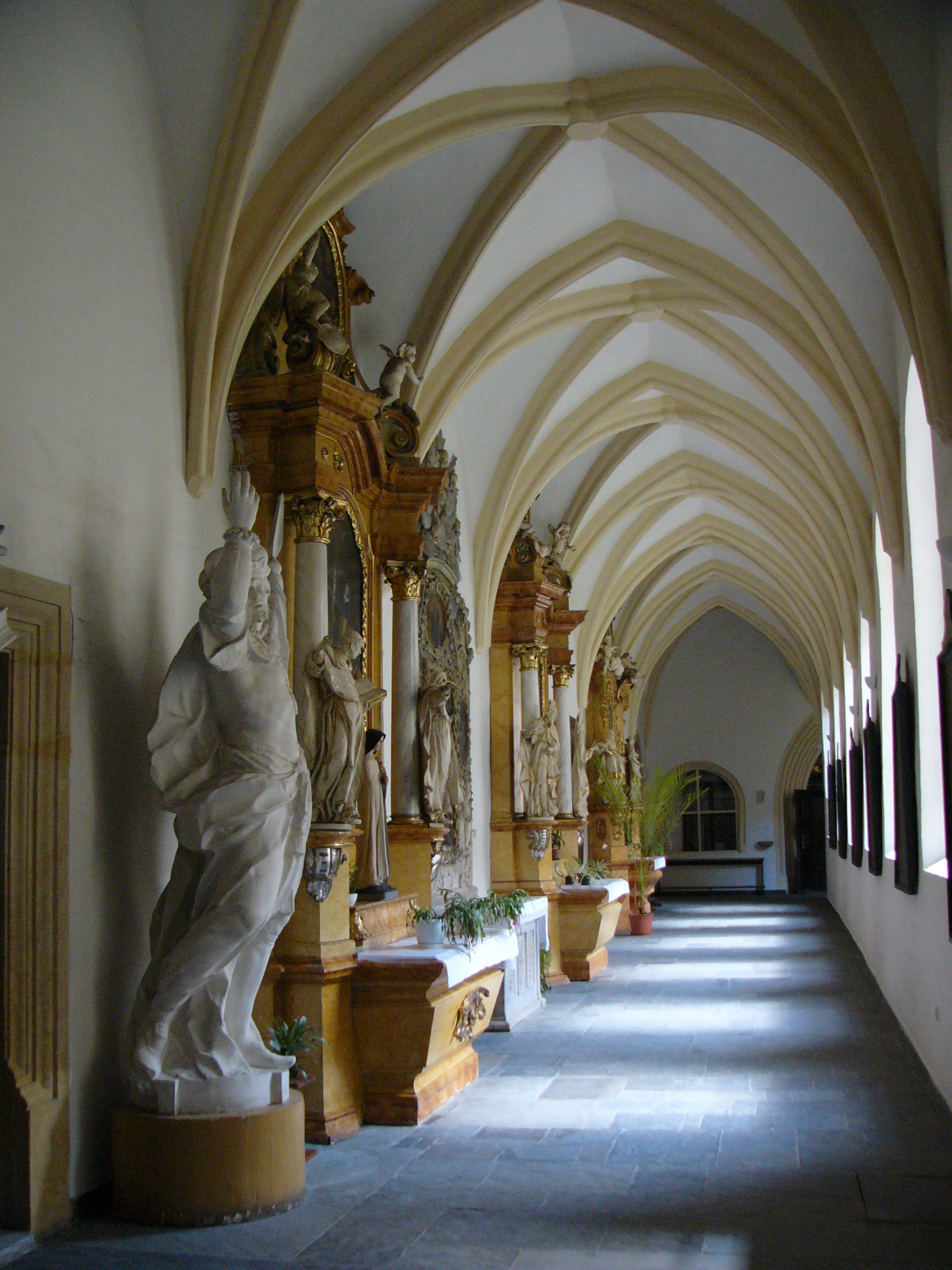
教会建築にみえるヴォールト（チェコ共和国、オロモウツ）

ヴォールト（英語: vault、ラテン語: camera、アラビア語: قبو）とは、アーチを平行に押し出した形状（かまぼこ型）を特徴とする天井様式および建築構造の総称である。日本語では穹窿（きゅうりゅう）と訳される。

## 概要
ヴォールトは、アーチ断面を水平に押し出したものである。広い空間を柱の数を少なく支えることができる。アーチ同様、小さな部材同士の圧縮軸力で構造が成り立つ性質をもつからである。引張強度の小さい石材などで構成するのに適した構造のひとつである。また、アーチ断面を回転させたものをドームと呼ぶ。
ヴォールトの形状はローマ帝国で発展した。その後の中世から近世までの基本的な建築様式に大きな影響を与え、特に中世のキリスト教教会の建築に多用された。
イスラーム建築においても、モスクなどの建築に採用されるイーワーンとよばれる空間にトンネル状のヴォールトが採用されている。

## 種類

### 筒型ヴォールト

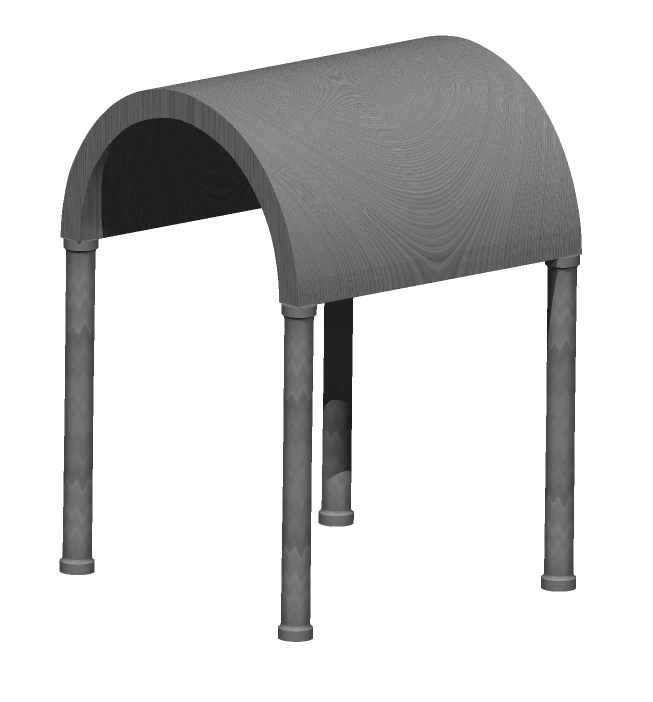
筒型ヴォールト

筒型ヴォールト（Barrel vaultまたはTunnel vault、あるいはWagon vault）は、ヴォールトの最も単純な形態で、半円や尖頭アーチを水平方向に連続する。

### 交差ヴォールト

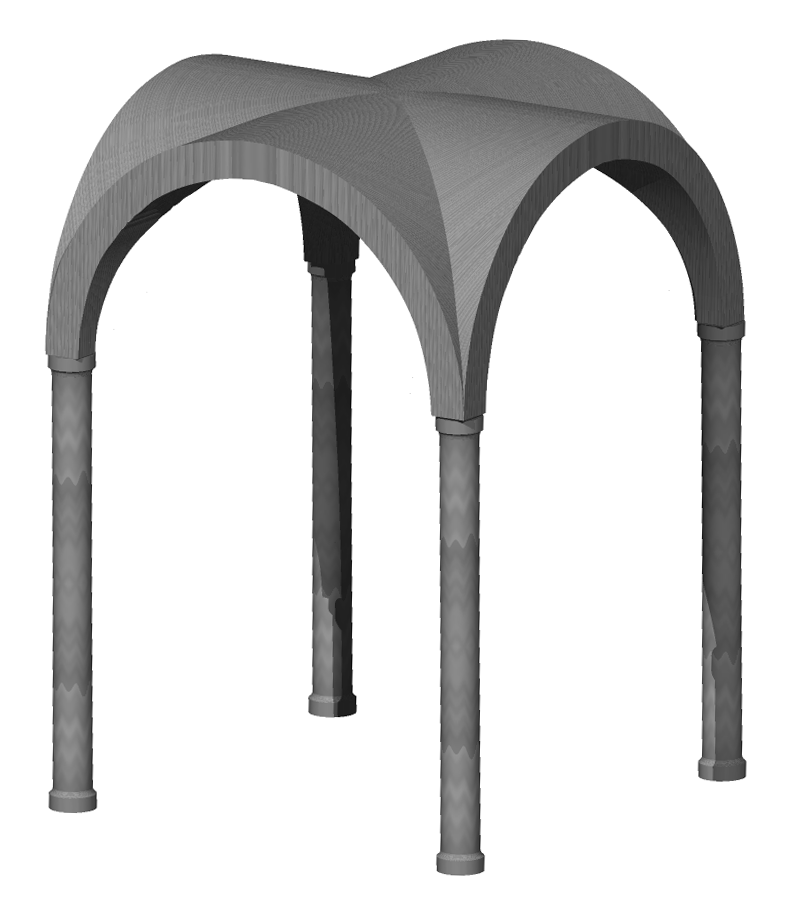
交差ヴォールト

交差ヴォールト（Cross vaultまたはGroin vault）は、同一形状の筒型ヴォールトを2つ直交させた形状を特徴とする。力学的にはヴォールトの応力と荷重を、四隅の点で支えることができるので、筒型ヴォールトに比べて広い天井下空間を実現できる。

### リブ・ヴォールト

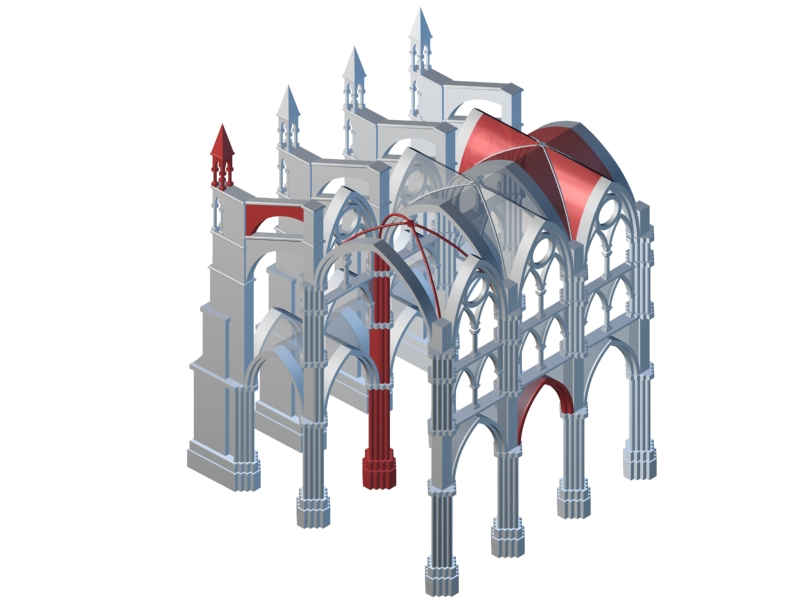
リブ・ヴォールト

リブ・ヴォールト（Rib vault）は、横断アーチとその対角線のアーチをリブとし、その隙間をセルによって覆うヴォールト。交差ヴォールトの稜線をリブで補強した形状とも言える。天井部分の軽量化が可能で、後期ロマネスク建築において使用が認められるが、特にゴシック建築において決定的な空間の特徴の1つとなった。リブによって分けられるセルの数によって、四分ヴォールト（Quadripartite vault）、六分ヴォールト（Sexpartite vault）と呼ばれる形態があるほか、リブを星形にした星形ヴォールト（Stellar vault）、菱形の編み目を構成する網状ヴォールト（Net vault）がある。
リブ・ヴォールトが柱頭から放射線状（扇状）に広がる天井装飾のことを「ファン・ヴォールト」という。

### 扇形ヴォールト

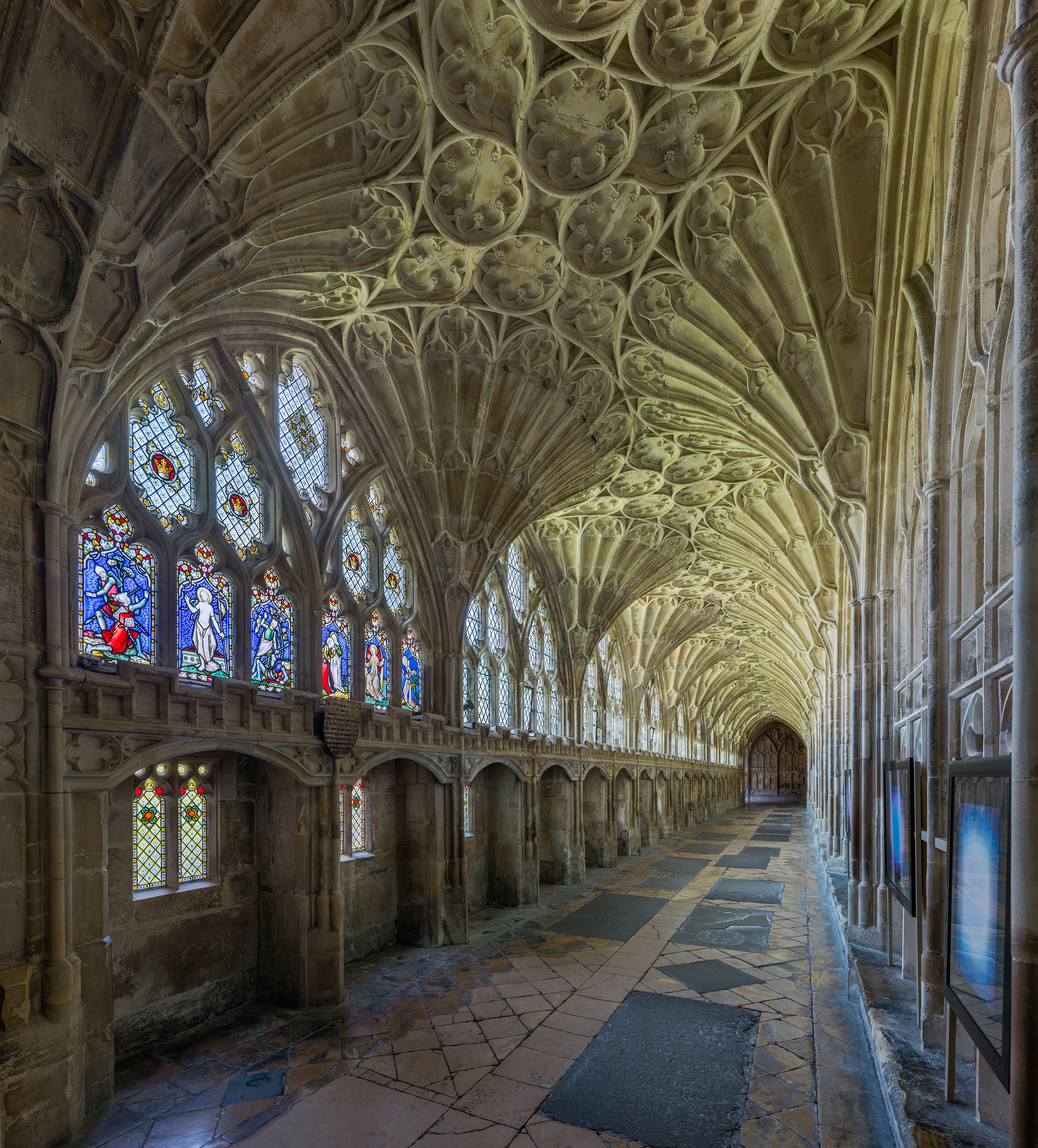
グロスター大聖堂の回廊

扇形ヴォールト（Fan vault）は、イギリスの垂直式ゴシック建築またゴシック・リヴァイヴァル建築の特色である。
ケンブリッジ大学にあるキングス・カレッジ・チャペルは世界最大級の扇型ヴォルトである。チャペルの扇型ヴォルトは1512年から1515年までのわずか3年でジョン・ワステルによって作られた。グロスター大聖堂の回廊も実施例である。